# Cryphia calligrapha
Cryphia calligrapha là một loài bướm đêm trong họ Noctuidae.